# Station Colchester
Colchester is een spoorwegstation van National Rail in Colchester, Colchester in Engeland. Het station is eigendom van Network Rail en wordt beheerd door Greater Anglia.
Het station wordt ook wel 'Colchester North genoemd, om het te onderscheiden met Station Colchester Town.

## Treinverbindingen
- 1x per uur (Intercity) London Liverpool Street - Colchester - Ipswich - Norwich
- 1x per uur (Intercity) London Liverpool Street - Chelmsford - Colchester - Ipswich - Norwich (Maandag - zaterdag)
- 1x per uur (Stoptrein) London Liverpool Street - Shenfield - Chelmsford - Colchester - Ipswich
- 1x per uur (Sneltrein) London Liverpool Street - Shenfield - Chelmsford - Colchester - Thorpe-le-Soken - Clacton-on-Sea
- 1x per uur (Stoptrein) Colchester - Colchester Town - Thorpe-le-Soken - Walton-on-the-Naze (Maandag - zaterdag)
- 1x per uur (Stoptrein) London Liverpool Street - Shenfield - Chelmsford - Colchester - Colchester Town (Maandag - zaterdag)
- 1x per uur (Stoptrein) Colchester - Colchester Town (Maandag - zaterdag)